# Urocystis occulta
Urocystis occulta är en svampart som först beskrevs av Carl Friedrich Wilhelm Wallroth, och fick sitt nu gällande namn av Gottlob Ludwig Rabenhorst 1870. Urocystis occulta ingår i släktet Urocystis och familjen Urocystidaceae.   Inga underarter finns listade i Catalogue of Life.